# Ctenopoma machadoi
Ктенопома Машаду (Ctenopoma machadoi) — африканський вид лабіринтових риб з родини анабасових (Anabantidae).
Отримала свою назву на честь португальського колоніального чиновника Жозе Аугушту Машаду (порт. José Augusto Machado) з області Кванза (порт. Cuanza) в Анголі, який надавав корисну допомогу при збиранні зразків африканських риб.
Ctenopoma machadoi поширена в басейнах річок Кванза й Окаванго (Ангола).
Вид дуже близький до Ctenopoma multispine, від якої відрізняється головним чином характером забарвлення. Це дало підставу 1985 року синонімізувати C. machadoi з C. multispine. Проте більш пізні джерела наводять C. machadoi як окремий вид.

## Опис
Розмір — 124 мм загальної довжини. Висота тіла в 3,5-4,2 раза, а довжина голови в 3,4-4 рази менша за стандартну (без хвостового плавця) довжину. Хвостове стебло високе.
Довжина рила в 4,5-5,2 раза, діаметр ока в 4,1-5,2 раза, а міжорбітальна відстань у 3,2-3,8 раза менші за довжину голови. Довжина верхньої щелепи в 2,5-2,6 раза менша за довжину голови, її задній край сягає середини чи навіть трьох чвертей ока. Зуби ворсинчасті, сидять на щелепах смугами в 4 або 5 нерівномірно розташованих рядів, при цьому крайній ряд трохи більший за інші, пляма дрібних зубів є також на кожній піднебінній кістці. 6-8 зябрових тичинок. Зяброві кришки зазублені.
32-34 луски в поздовжньому ряді, 15-20 у верхній бічній лінії та 11-16 у нижній бічній лінії. Основи спинного, анального та хвостового плавців вкриті дрібними лусочками. У спинному плавці 15-19 твердих і 7-10 м'яких променів, в анальному 7-10 твердих і 8-10 м'яких. Грудні плавці в 1,6-1,67 рази, а черевні в 2,33-2,5 рази коротші за довжину голови.
Основне забарвлення темно-коричневе, з відтінком умбри, черево світло-оливково-коричневе. Тілом проходить близько п'ятнадцяти вертикальних темно-коричневих або чорнуватих смужок, вони хвилясті, нечіткі, часто розпадаються на окремі плями. Дві або три короткі темні смуги можуть радіально відходити від очей в напрямку заднього краю зябрових кришок. Черевні плавці коричневі, решта чорнуваті. Основа хвостового плавця часто вкрита чорнуватими цятками. Ірис очей темно-сірий.